# Città di Bradford
La città di Bradford è il distretto metropolitano con titolo di città di Bradford nel West Yorkshire, Inghilterra, Regno Unito. Lo status di città fu accordato a Bradford nel 1897.
Il distretto fu creato con il Local Government Act 1972, il 1º aprile 1974 dalla fusione del county borough di Bradford con il municipal borough di Keighley, i distretti urbani di Baildon, Bingley, Denholme, Ilkley, Shipley, Silsden, parte di Queensbury and Shelf e parte del distretto rurale di Skipton.

## Località e parrocchie civili
Oltre all'area di Bradford il distretto include Addingham, Baildon, Bingley, Burley-in-Wharfedale, Cottingley, Cullingworth, Denholme, Gilstead, Haworth,  Ilkley, Keighley, Manningham, Menston, Oakworth, Oxenhope, Queensbury, Saltaire, Shipley, Silsden, Steeton with Eastburn, Thornton e Wilsden.
La parte settentrionale ed occidentale del distretto è rurale e include Ilkley Moor e la Brontë Country.
La maggior parte del distretto non ha parrocchie civili, che sono solo:
- Addingham
- Clayton
- Cullingworth
- Denholme
- Haworth, Cross Roads and Stanbury
- Ilkley
- Keighley
- Oxenhope
- Sandy Lane
- Silsden
- Steeton with Eastburn
- Wilsden
- Wrose